# Clube dos Caçadores de Ansião
O Clube Caçadores de Ansião é um clube português, localizado na vila de Ansião, distrito de Leiria.

## História

### A fundação
No dia 11 de Maio de 1951, fundou-se na sede do concelho, o Clube Caçadores de Ansião. Entre as personalidades que desempenharam o cargo de Presidente da Direcção do CCA, destacamos as seguintes: Dr. António Amado (Médico, Delegado de Saúde), Dr. Vítor Faveiro (Director-Geral das Contribuições e Impostos) e Francisco Gomes (Agente Técnico).
Até ao 25 de Abril de 1974, este Clube revelou-se profundamente elitista, quer na selecção dos seus associados, quer na frequência da sua sede, sobretudo, quando se tratava da organização de bailes ou de festas de homenagens a pessoas ilustres da vila ou do concelho, ou que por aqui passavam para exercerem cargos relevantes como era o caso dos juizes da comarca e dos delegados do Ministério Público. A abertura das suas iniciativas ao público em geral, embora pagante, só ocorria quando organizava espectáculos musicais ou teatrais na Casa da Música. As personalidades de maior destaque social de todo o concelho eram associadas do CCA. Advogados, juizes, médicos, professores, farmacêuticos, comerciantes, industriais, funcionários públicos, grandes proprietários e respectivas famílias eram os frequentadores habituais da sede do Clube que se situava na Rua Pascoal José de Melo.
Este carácter elitista, do Clube de Caçadores de Ansião, é notório praticamente desde o início da sua existência. Logo na comemoração do seu 1.º aniversário, torna-se bem evidente essa marca, pela maneira como se festejou, pelos convidados e pelos sócios presentes. Fiquemos com a notícia, sobre a efeméride, que saiu em O Mensageiro, de 27 de Setembro de 1952:
«Ancião, 15 de Setembro de 1952 – Como já havíamos anunciado, o Clube de Caçadores de Ancião, levou a efeito grandes festas por motivo do seu primeiro aniversário.
No Sábado efectuou-se, nas suas vastas salas um grandioso baile. O baile foi abrilhantado pela Orquestra do Casino Oceano da Figueira da Foz, que, com pleno agrado executou um escolhido e vasto reportório.
Havia um óptimo serviço de mesa, superiormente dirigido pela Ex.ma Sr.ª D.ª Fernanda Silveira, vendo-se a cear muitas e distintas famílias.
Entre a numerosa assistência recorda-nos ter visto os Ex.mos Srs. Eng.º João de Noronha e família, Dr. António Furtado dos Santos e Ex.ma Esposa, Dr. Alberto Alves Pinto e Ex.ma Esposa, Dr. Augusto Simões e Ex.maEsposa, Sr. Carlos Regêncio, Ex.mas Esposa e filha, Armando Duarte Moreira, Ex.ma Esposa e filha, Ex.ma Sr.ª D. Almerinda Joaquina Simões e filha, Sr.ª D. Maria Emília Pereira, Ex.ma Sr.ª D. Maria Gomes de Carvalho e filhos, Ex.ma Sr.ª D. Maria Gabriela Lobo da Costa e muitas senhoras, meninas e cavalheiros, cujos nomes não é possível relacionar.
Também os sócios do Clube acorreram em grande número, acompanhados de suas famílias, lembrando-nos ter visto, entre muitos, os Ex.mos Srs. Drs. Adriano Rego, António Amado, Teixeira Botelho, Alfredo Silveira, Moreira Fino, Rui Baptista e Senhores António Simões de Sousa, António Maria Caseiro, Armando Maria Coutinho, Júlio Vitorino dos Santos, António Prudente de Oliveira, Albino Simões, Agripino Ferreira, Adriano de Carvalho, família de Francisco José da Silva, de Júlio José da Silva e muitos outros cujos nomes nos foi impossível reter (…)».
Desde a época de 2005-2006, que a equipa disputa a Divisão de Honra da Associação de Futebol de Leiria.
Actualmente, este clube conta com uma direcção representada pelo Presidente Jorge Fazenda, pelo vice-presidente Stefan Friesen, pelo secretário Ricardo Palhais e pelo tesoureiro Pedro Silva. Também é composto por 15 vogais.

## Infraestruturas Desportivas

### Estádio
O Clube Caçadores de Ansião joga no Estádio Municipal de Ansião.
O Estádio Municipal de Ansião foi inaugurado em Agosto de 2009 em substituição do velhinho Campo da Mata.
A inauguração, a 8 de Agosto de 2009, contou com a presença do Secretário de Estado da Juventude e Desportos, Dr. Laurentino Dias pelas 18h30, integrado no Programa das Festas do Concelho 2009 (FAME). Decorreu ainda a descida de pára-quedistas e um jogo de veteranos entre o Núcleo de Veteranos do Concelho de Ansião e os Veteranos da União Desportiva de Leiria. O estádio é composto por dois edifícios, sendo o edifício da bancada, constituído por dois pisos e cobertura e o edifício dos balneários constituído por um único piso.

## Modalidades

### Futebol
O Clube Caçadores de Ansião conta com uma equipa Sénior que se encontra no campeonato distrital na divisão de honra.
Também contem vários escalões de formação, desde os traquinas aos juniores, tendo a equipa de juvenis no campeonato distrital na divisão de honra.

### Palmarés
- 1ª Divisão Distrital de Leiria: 2008/09, 2002/03
- Taça de Leiria: 2012/13, 2006/07, 1988/89

### Futsal
O Clube Caçadores de Ansião reentregou novamente uma equipa de seniores em 2017 no campeonato distrital de Leiria. 